# Chevreuse
Chevreuse is een gemeente in het Franse departement Yvelines (regio Île-de-France) en telt 5722 inwoners (2005). De plaats maakt deel uit van het arrondissement Rambouillet.

## Geografie
De oppervlakte van Chevreuse bedraagt 13,4 km², de bevolkingsdichtheid is 427,0 inwoners per km².
De onderstaande kaart toont de ligging van Chevreuse met de belangrijkste infrastructuur en aangrenzende gemeenten.

## Demografie
Onderstaande figuur toont het verloop van het inwonertal (bron: INSEE-tellingen).